# Garam masala

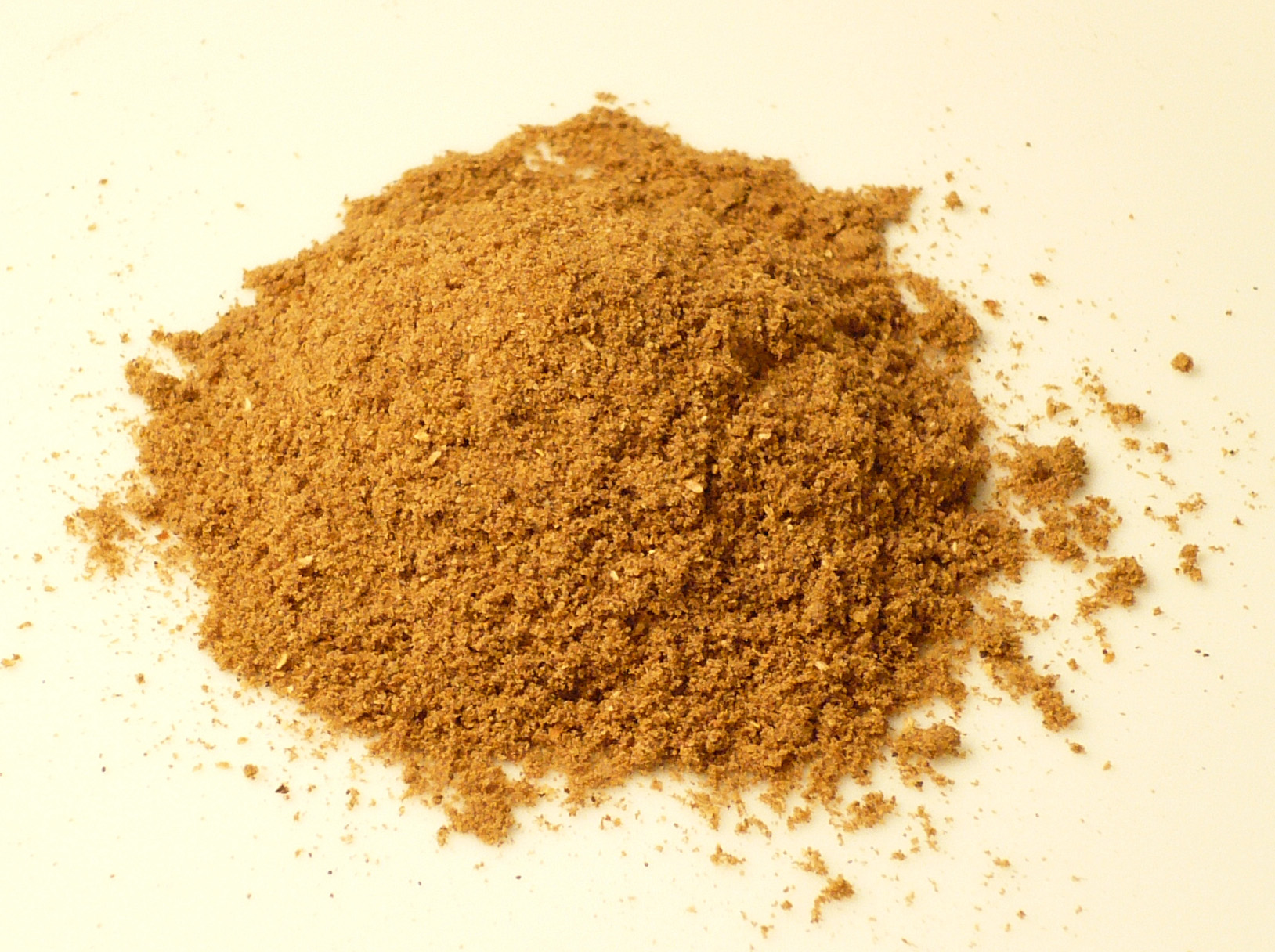
Garam masala

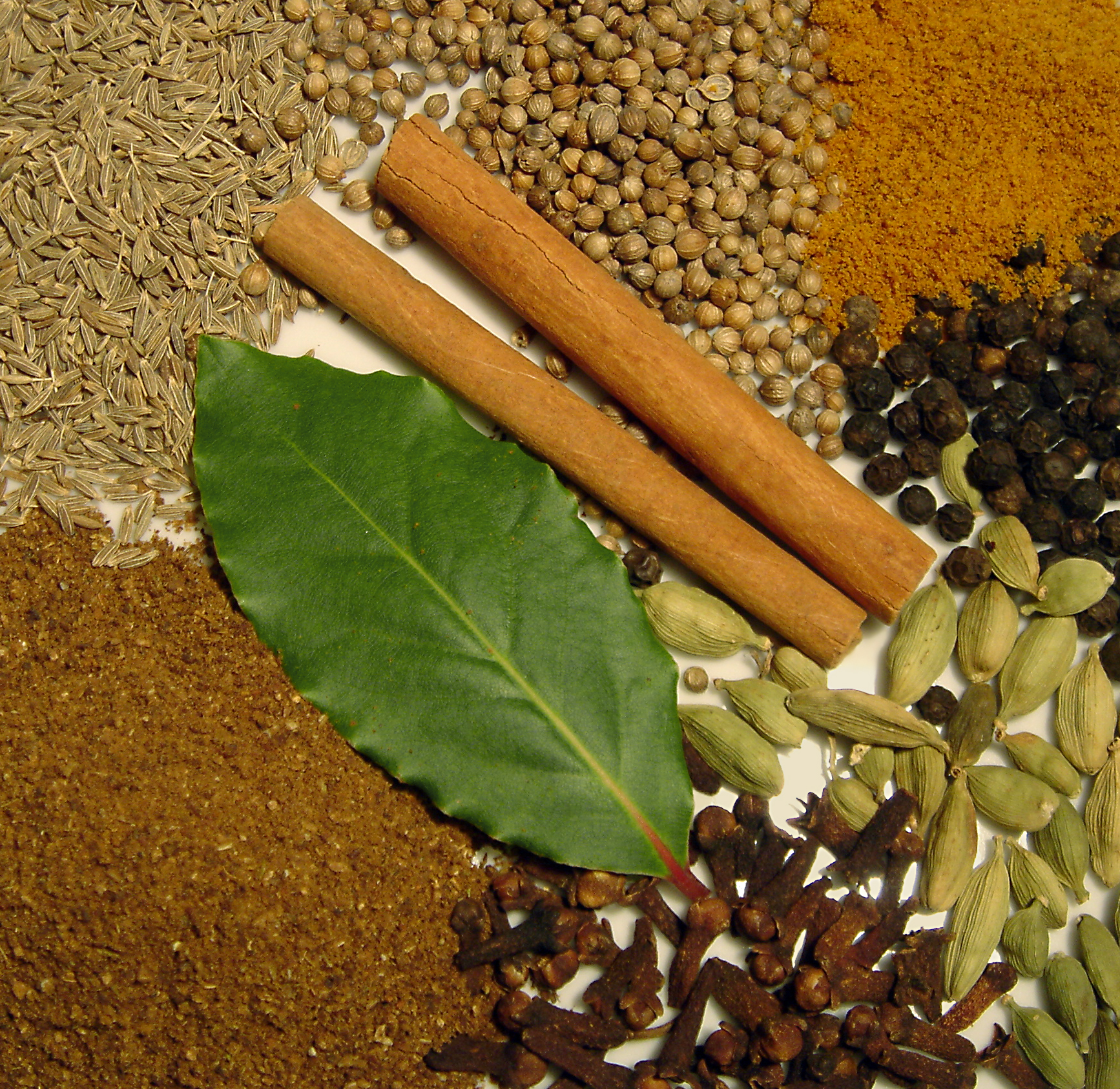
Składniki गरम मसाला

Garam masala (गरम मसाला w hindi, dosłownie „gorące przyprawy”) – odmiana masali, mieszanka zmielonych przypraw słodkich, stanowiąca nieodzowny element wedyjskiej sztuki kulinarnej.
W skład garam masali najczęściej wchodzą: makroskładniki, tj. kmin rzymski, kolendra, pieprz czarny, kardamon oraz mikroskładniki, tj. liść laurowy, goździki, cynamon, pieprz cayenne, gałka muszkatołowa.
Najpierw część (nie dotyczy m.in. gałki muszkatołowej) potrzebnych przypraw się praży, następnie wszystkie (prażone osobno) drobno miele. Mieszanki tej używa się pod koniec gotowania, a czasem tuż przed podaniem.

## Literatura dodatkowa
- Santha Rama Rau: Die Küche in Indien. Time-Life/dtv, Hamburg 1980.
- Jill Norman: Das Große Buch der Gewürze. AT Verlag Aarau – Stuttgart 1991.
- Indien kulinarisch. Bellavista-Verlag Karl Müller GmbH, Köln 2004.